# KNM ER 1813

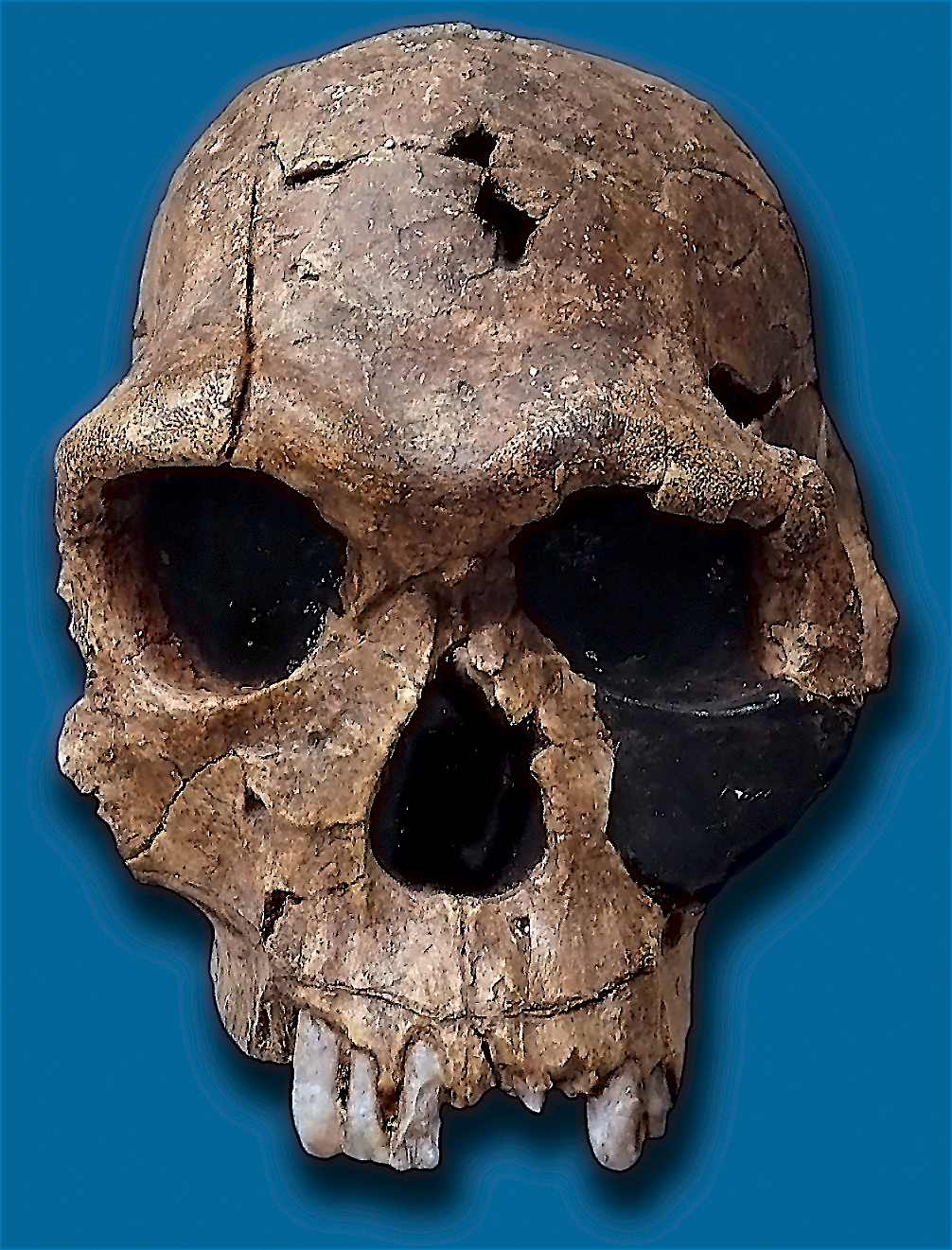
KNM ER 1813

KNM ER 1813 — череп Homo habilis, найденный в Кооби-Фора (Кения) экспедицией Камоя Кимеу в 1973 году. Ориентировочный возраст находки — 1,9 млн лет, объём черепной коробки — примерно 510 см³.
Череп относительно маленький для Homo habilis, несмотря на то, что это вполне взрослая особь типичной для H. habilis морфологии. О возрасте особи в момент смерти можно судить по третьим молярам со следами изношенности.
Аббревиатура KNM означает «Kenya National Museums» (Национальный музей Кении), ER — East Rudolf (Восточная часть озера Рудольф, ныне озеро Туркана).